# Mussomeli

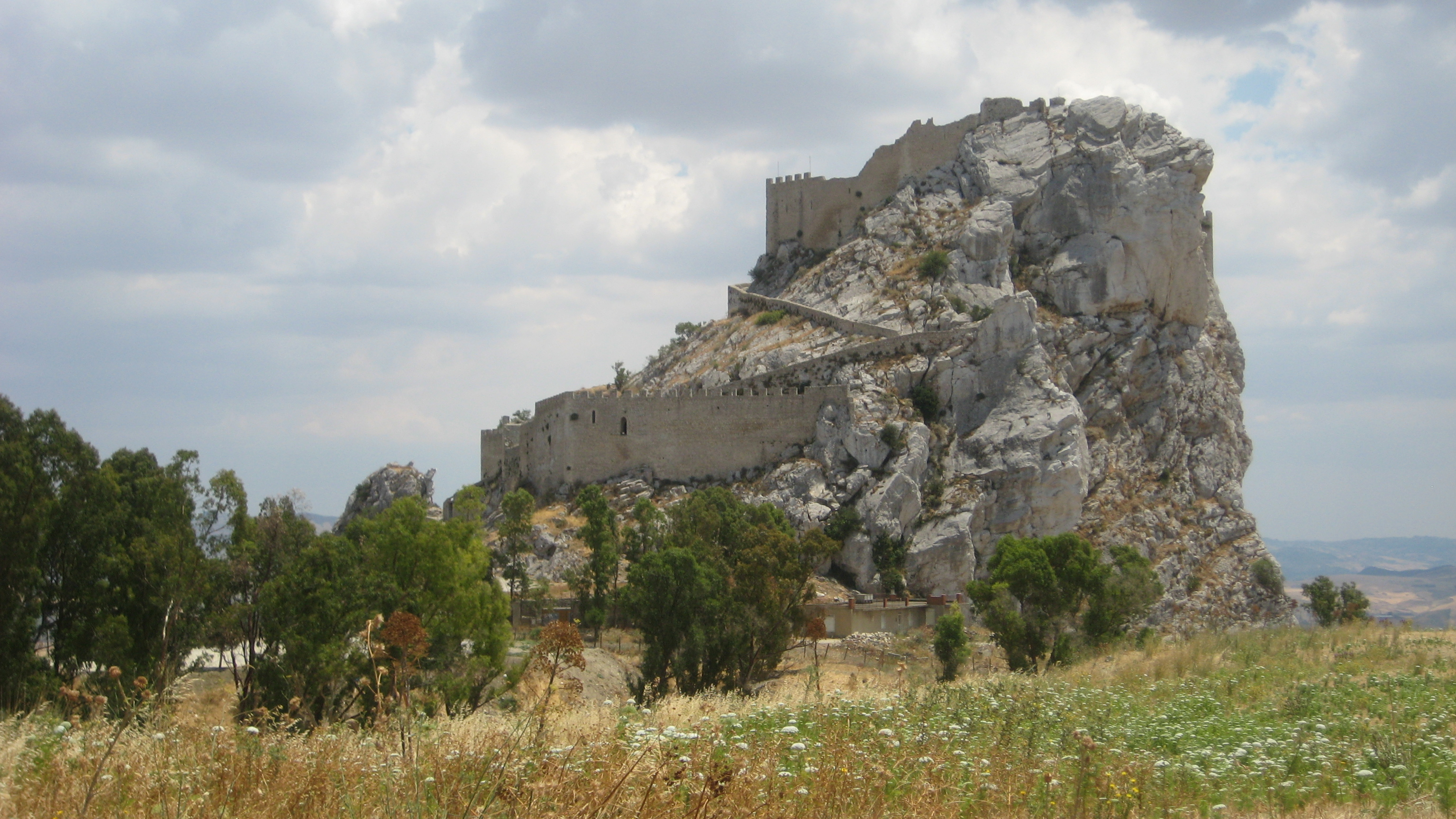
Zamek Castello Manfredonico Chiaramontano

Mussomeli – miejscowość i gmina we Włoszech, w regionie Sycylia, w prowincji Caltanissetta.
Według danych na rok 2004 gminę zamieszkiwały 11 302 osoby, 70,2 os./km².

## Zabytki
Na obrzeżach miejscowości znajduje się XIV-wieczny zamek Castello Manfredonico Chiaramontano.